# Exorista brevihirta
Exorista brevihirta är en tvåvingeart som beskrevs av Liang och Chao 1992. Exorista brevihirta ingår i släktet Exorista och familjen parasitflugor.
Artens utbredningsområde är Guangdong (Kina). Inga underarter finns listade i Catalogue of Life.